# London Raiders
Die London Raiders sind ein 1987 als Romford Raiders gegründeter Eishockeyclub aus London, England. Sie spielen heute in der National Ice Hockey League. Die Romford Raiders waren Gründungsmitglieder der English Premier Ice Hockey League. Ihre Entwicklungsmannschaft sind die Romford Fury. Seit der Saison 2014/15 spielen sie unter dem Namen London Raiders.